# Concentración de la población

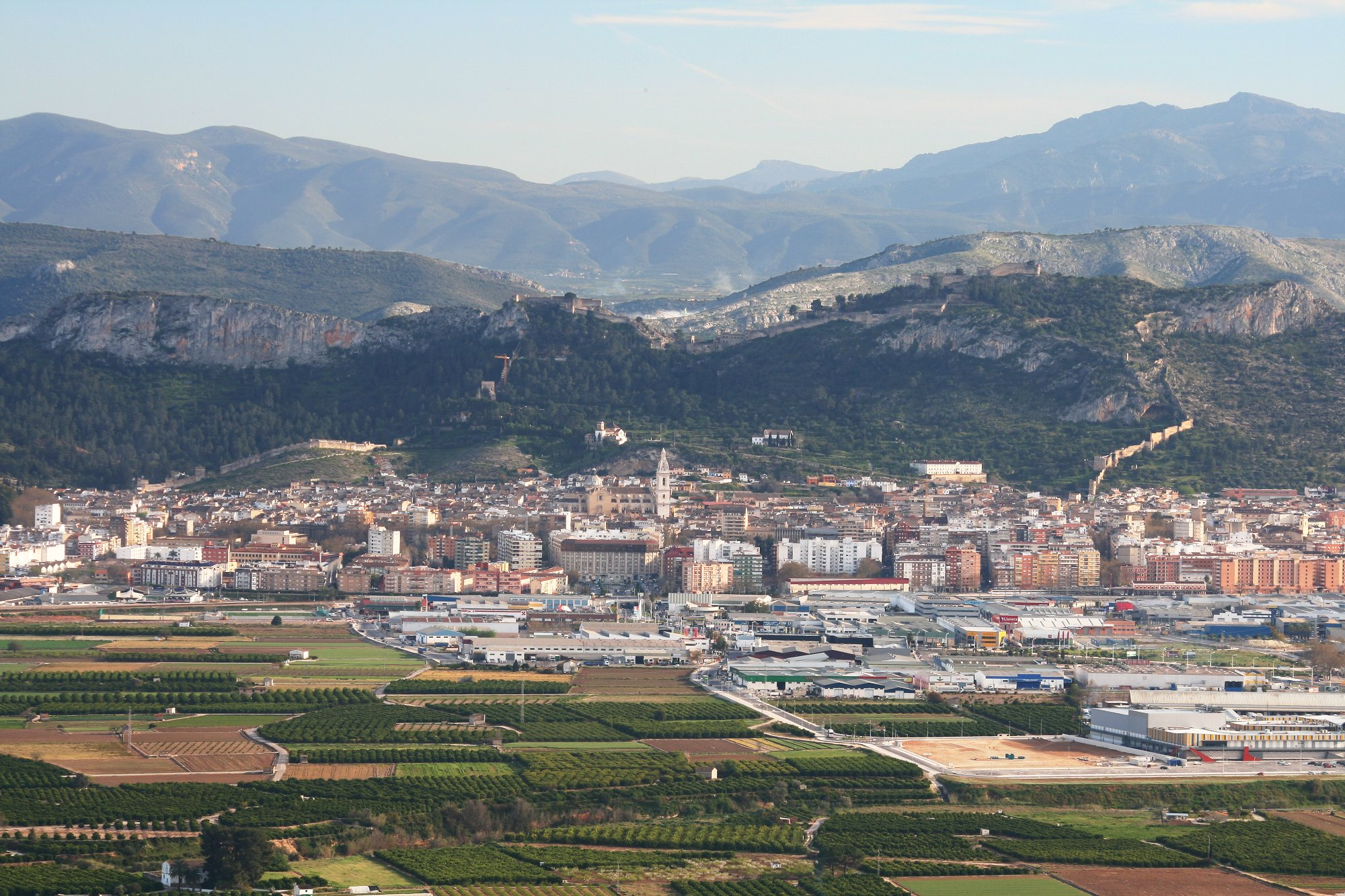
Al pie del Vísquer, la antigua montaña amurallada se abre a la ciudad de Játiva, capital de la comarca de La Costera (Valencia), un ejemplo de población concentrada.

Concentración de la población se refiere al proceso de aumento de la población de los pueblos más grandes a expensas de los más pequeños. especialmente, en las áreas rurales. Y lo mismo puede decirse de las ciudades y centros poblados en general de cualquier parte del mundo, aunque puede llegarse a un límite en que el proceso se invierte. Sería el proceso inverso. al de dispersión de la población que es mucho menos frecuente por la creciente ocupación del espacio geográfico tanto rural como urbano.
Se denomina hábitat concentrado al que se localiza en áreas con pueblos y ciudades grandes, con las explotaciones agrícolas, de tamaño medio o grande, ocupando los espacios agrícolas intermedios. Es típico de las regiones agrícolas de llanuras (la región de La Mancha, podría considerarse como un ejemplo), la región de Asia en las islas del Pacífico Sur en Indonesia, Filipinas, Bangladés e India-Pakistán son lugares también muy  poblados.
La concentración resulta evidente y ha convertido a las ciudades en aglomeraciones enormes, cuyas viviendas han ido creciendo en altura hasta convertirse en megalópolis, conurbaciones de varias ciudades muy pobladas en un espacio relativamente poco extenso.

## Tipos de concentración demográfica
Cuando se trata de un estudio proyectivo, conviene establecer algunos ejemplos o niveles intermedios: como resulta lógico, en lo que se refiere a un hábitat determinado, no se puede hablar solo de los valores extremos (concentrado o disperso) sino que se deben considerar las situaciones intermedias, que pueden construir una enorme gama de casos particulares distintos.